# Никон Радоњешки
Преподобни Никон Радоњешки (Јурјев-Пољски, 1352—1426) је светитељ Руске православне цркве у звању преподобни.
Рођен је 1350. године. Замонашио се као веома млад и брзо постао ученик Сергија Радоњешког, кога је касније наследио на месту игумана манастира који је касније посвећен његовом учитељу. Познат је по обнови манастира Свете Тројице и као пример ревносног подвижништва.
Умро је 17. новембра 1426. године.
Православна црква прославља Светог Никона 17. новембра по Јулијанском календару.